# Mannō
Mannō (まんのう町, Mannō-chō) est un bourg du district de Nakatado, dans la préfecture de Kagawa, au Japon.

## Géographie

### Situation
Mannō est situé dans le sud de la préfecture de Kagawa, au nord des monts Sanuki.

### Démographie
Au 1er novembre 2014, la population de Mannō s'élevait à 18 429 habitants répartis sur une superficie de 194,3 km2.

### Hydrographie
Le lac Mannō (en) se trouve dans le centre de la municipalité.

## Histoire
L'actuel bourg de Mannō a été créé en 2006.

## Transports
Mannō est desservi par la ligne Dosan de la JR Shikoku et la ligne Kotohira de la Kotoden.